# Lawinenunglück von Saint-Jean-Vianney

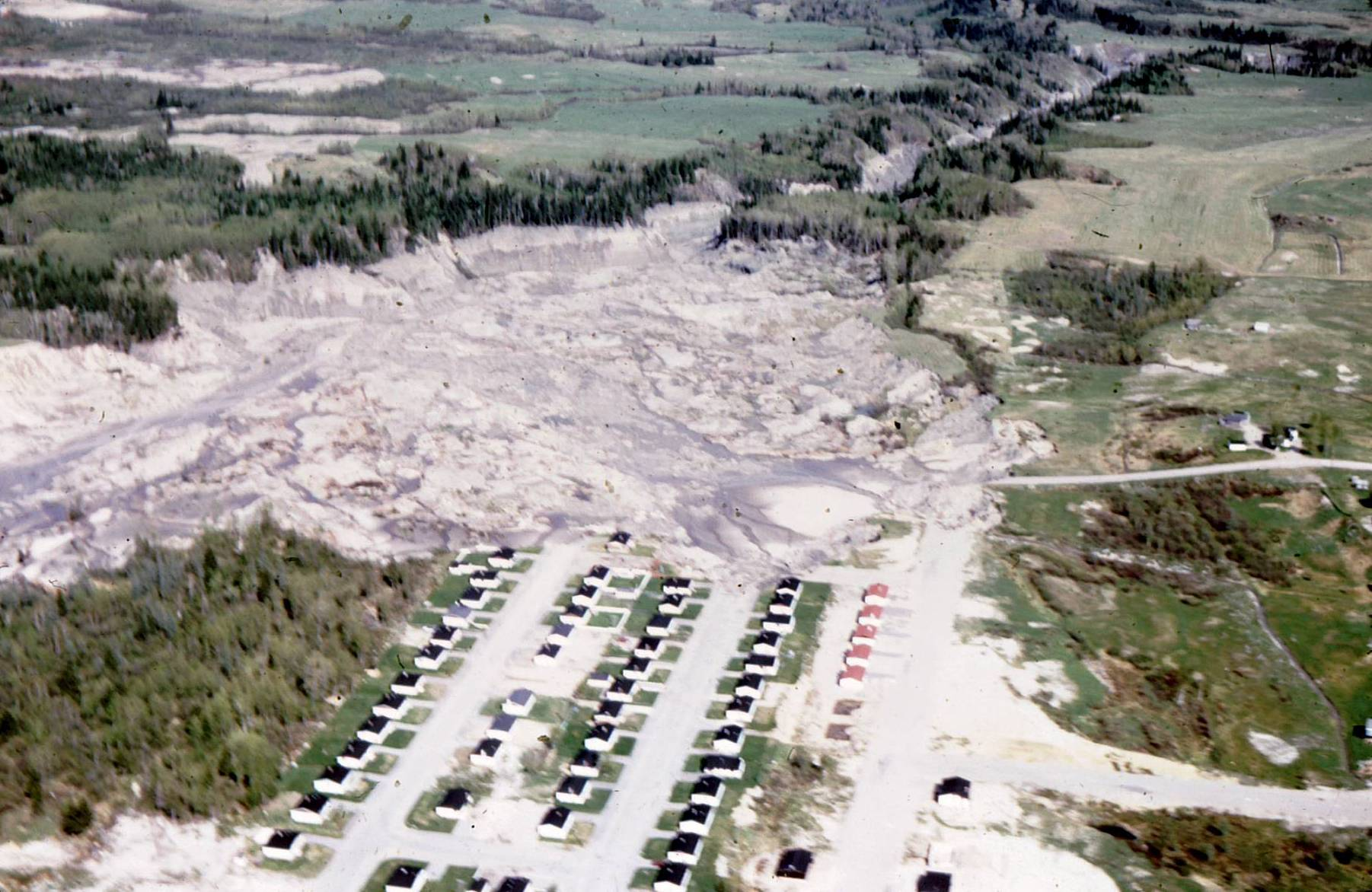
Saint-Jean-Vianney am 23. Mai 1971

Der Erdrutsch von Saint-Jean-Vianney ereignete sich am 4. Mai 1971 in Saint-Jean-Vianney, Québec. Bei der Katastrophe kamen mindestens 31 Menschen ums Leben und große Teile der Gemeinde wurden beschädigt. Anschließend siedelten die Einwohner ins nahegelegene Arvida um.

## Verlauf
Am Morgen des 4. Mai 1971 kam es zu einem leichten Temperaturanstieg. Allerdings war es aufgrund von Temperaturerwärmungen der Vortage schon zu starken Regenfällen und Tauwetter gekommen. Der Erdrutsch beschädigte vor allem den Ostteil der Stadt, wobei über 40 Häuser zerstört wurden und mindestens 31 Menschen starben. Ein Teil der Opfer wurde nie gefunden. Von den Gebäuden der Gemeinde war nur die Kirche nahezu unbeschädigt.
Das Ausmaß der Katastrophe lässt sich vor allem auf den lokalen Tonboden zurückführen. Die Zeitungen sprachen von einem Volumen von über 6,9 Millionen Kubikmeter. Der Erdrutsch führte in seinem Verlauf im Umfeld zu retrogressiver Erosion.
Der genaue Verlauf der Katastrophe wurde von Geologen und Journalisten im Nachhinein durch Augenzeugenberichte und genaue Untersuchungen der lokalen Böden rekonstruiert.
Bereits am 24. April hatte es eine kleinere Lawine gegeben, welche rückblickend heute als Vorbotin der Katastrophe gewertet wird. Der April des Jahres 1971 war insgesamt durch eine überdurchschnittlich hohe Niederschlagsmenge geprägt.

## Nachwirkung
Bei einer besseren Beobachtung der physischen Vorgänge im Gelände hätte die Katastrophe verhindert werden können, in dem die Region zumindest vorzeitig evakuiert worden wäre. Das Unglück führte daher zu einem sensibleren Bewusstsein im Umgang mit Tonböden. Obzwar derart große Katastrophen eher selten sind, können derartige Unglücke auf den Tonböden in Kanada, Norwegen und Schweden häufiger vorkommen. Heute werden Wohnsiedlungen aus diesem Grund seltener auf instabiler Tonerde gebaut.
Die Überlebenden der Katastrophe wanderten in die erst 1927 neu gegründete nahegelegene Kleinstadt Arvida aus. Deswegen ist die Gemeinde Saint-Jean-Vianney heute unbewohnt.